# Charaxes antiquus
Charaxes antiquus är en fjärilsart som beskrevs av James John Joicey och Talbot 1926. Charaxes antiquus ingår i släktet Charaxes och familjen praktfjärilar. Inga underarter finns listade i Catalogue of Life.

## Bildgalleri

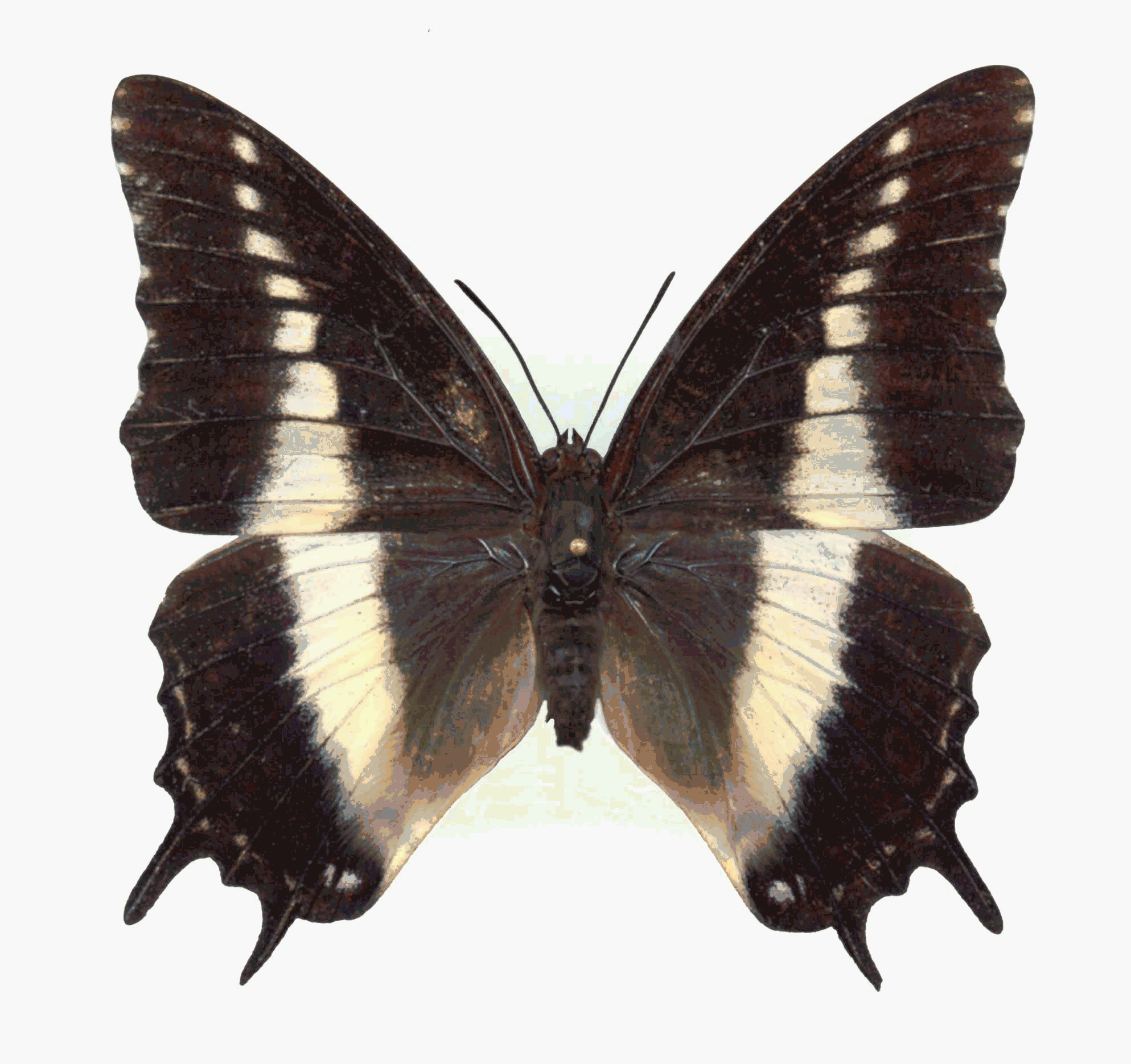
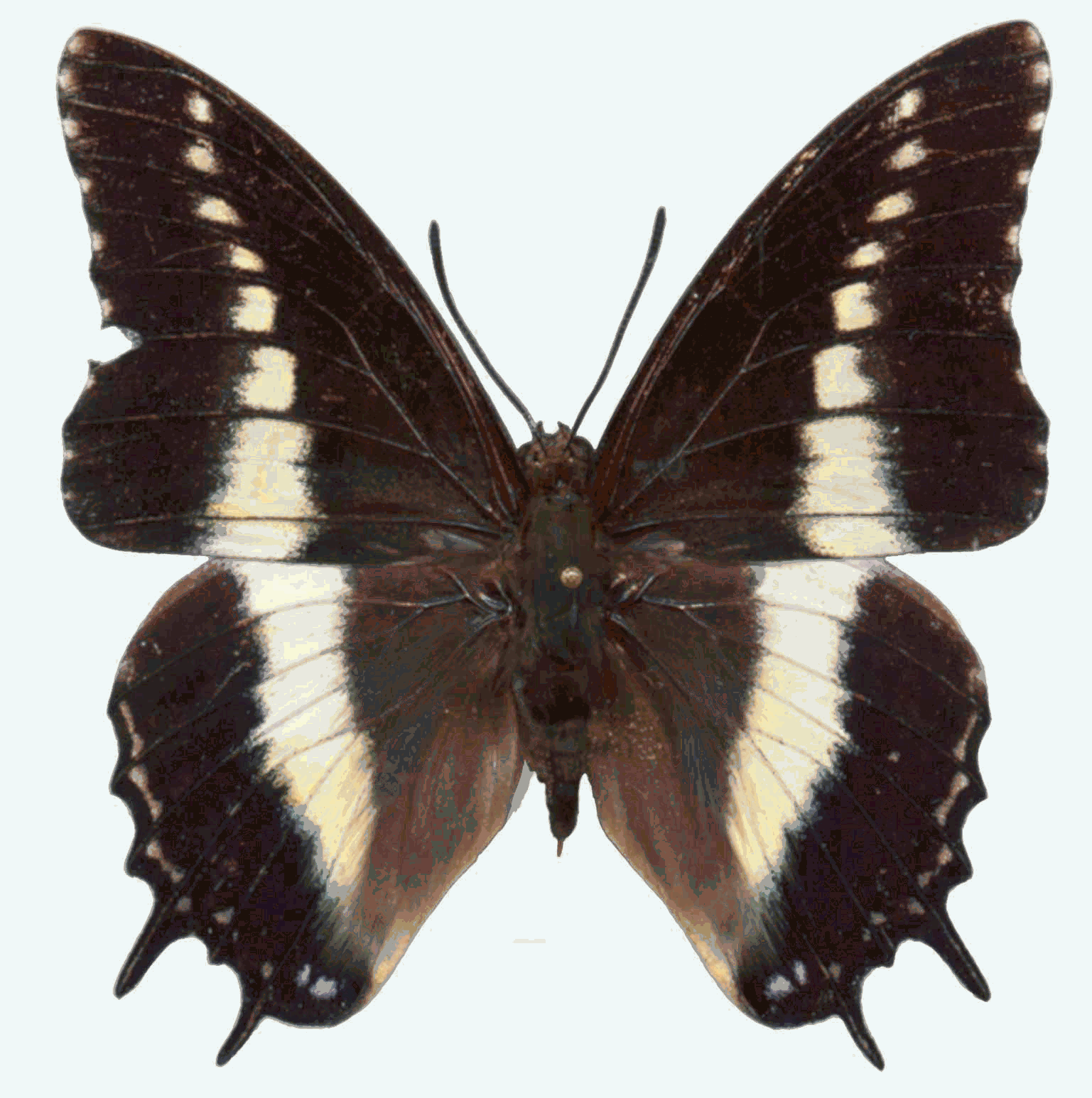